# Evolve (wrestling)
La Evolve è stata una federazione di wrestling indipendente fondata da Gabe Sapolsky, Sal Hamaoui e Davey Richards nel 2010.
La federazione disponeva di un ampio roster di lottatori indipendenti provenienti da tutti gli Stati Uniti, ma anche dal Giappone. Ha avuto uno stretta partnership con Dragon Gate USA fino alla cessazione di questa, avvenuta nel mese di agosto 2015. Nello stesso anno la Evolve ha stretto una collaborazione con la WWE, divenendone un ulteriore territorio di sviluppo e il 2 luglio 2020 la federazione è stata acquistata proprio dalla WWE, sancendo però di fatto la chiusura degli show.

## Ultimi campioni
| Titolo                       | Campione                                              | Regno | Data            | Ritiro del titolo | Luogo    | Evento     |
| ---------------------------- | ----------------------------------------------------- | ----- | --------------- | ----------------- | -------- | ---------- |
| Evolve Championship          | Josh Briggs                                           | 1     | 9 novembre 2019 | 2 luglio 2020     | New York | Evolve 139 |
| Evolve Tag Team Championship | The Besties in the World (Davey Vega e Matt Fitchett) | 1     | 7 dicembre 2019 | 2 luglio 2020     | Chicago  | Evolve 142 |